# امواج جریان دارند
امواج جریان دارند (به تامیلی: Alaipayuthey) فیلمی محصول سال ۲۰۰۰ و به کارگردانی مانی راتنام است. در این فیلم بازیگرانی همچون رانگاناتان مدهوان، شالینی، آرویند سوامی، خوشبو ساندار ایفای نقش کرده‌اند.